# كلسون
الكَلْسُون (الجمع: كَلَاسِينُ) أو التُبَّانة (الجمع: تُبَّانَاتُ) هو لباس داخلي سفلي، ويستخدم لستر العورة المغلظة أساسًا، وامتصاص العرق، ودعم الأعضاء التناسلية، ويقلل احتكاك الجلد بالملابس الخارجية. وهو نوع من السراويل الداخلية السفلية التي تُرتدى تحت الملابس الخارجية، ويُعتبر أحد العناصر الأساسية في خزانة الملابس الحديثة، ويختلف تصميمه واستخدامه، ويتنوع في شكله ونوعه، حيث يشمل السراويل الداخلية القصيرة والضيقة.

## التسمية
كلمة «كلسون» في العربية دخلية من الفرنسية الحديثة caleçon (بمعنى «سروال داخلي» أو «شورت») تعود إلى الإيطالية الوسطى calzone («سروال»)، وهي مشتقة بدورها من الإيطالية القديمة calza («جورب» أو «خف»)، التي أُنْبِثِقت من اللاتينية الوسيطة calceāre/calciō («لبس الحذاء»). وقد دخلت الكلمة إلى العربية خلال القرن التاسع عشر أو أوائل القرن العشرين، في ظل النفوذ الاستعماري والثقافي الأوروبي آنذاك، انتقلت هذه الكلمة إلى العديد من البلدان العربية، وظلت شائعة فيها.
تتعدد التسميات التي تُطلق على الكَلْسون، في بعض المناطق العربية، تشيع تسميته بـ الداخلي أو اللباس أو التحتاني. وفي أخرى، أصبح لفظ «البوكسر» (Boxer) شائعًا للإشارة إلى السراويل الداخلية الرجالية الفضفاضة، خاصة بعد التأثيرات الغربية. وفي بعض المناطق يُستخدم «الكوت»، ويُستخدم لفظ «الترنغ» (Thong) للإشارة إلى نوع آخر من السراويل الداخلية الضيقة.
يرادف الكلسون في العربية، «التُبَّانة» أو«الوَثْر»، في القاموس: التبَّان كرمَّان سراويل صغير يستر العورة المغلظة، وفي مبادئ اللغة للإسكافى: والتبان سراويل إلى نصف الفخذ يلبسها الفرسان والمصارعون، وفى القاموس: الوَثْر: ثوب كالسراويل لا ساقى له، ويسمى أيضًا المُقَصَّر.

## التاريخ

### في العصور القديمة
يرجع استخدام الملابس الداخلية إلى العصور السحيقة؛ فقد استخدم الإنسان الأول جلود الحيوانات لتغطية الجزء السفلي من جسده. في مصر القديمة، كان الرجال يرتدون مآزر (loincloths) تُلف حول الخصر، غالبًا من الكتان. وفي اليونان القديمة وروما، كان الرجال يرتدون ما يُعرف بـ subligaculum، وهي قطعة قماش مربوطة حول الخصر وتغطي الأجزاء السفلية من الجسم، وكانت تُصنع من الكتان أو الصوف. كان هذا الزي يُرتدى خاصة خلال الأنشطة الرياضية أو في معسكرات الجيش. أما النساء في روما، فكن يرتدين نوعًا من strophium، وهو نوع من حمالات الصدر البدائية التي كانت تساعد في دعم الثديين. وبالرغم من أن هذه الملابس لم تكن تشبه الكَلْسون الحديث، فإنها تشترك في الوظيفة الأساسية، وهي حماية الأجزاء الحساسة من الاحتكاك مع الملابس الخارجية.

### في العصر الجاهلي
لم يكن للعرب مفهوما واضحا للملابس الداخلية، ولكن كان الرجال يرتدون الإزار وهو قطعة قماش تُربط حول الخصر وتغطي الأجزاء السفلية من الجسم. وكان يستخدم بالأساس لحماية الجسم من العوامل البيئية القاسية مثل الحرارة والرياح.

### في العصور الإسلامية
في العصور الإسلامية، بدأ العرب في ارتداء السراويل الداخلية تحت الثياب الطويلة مثل الجلابية أو الدشداشة. في كتابات الفقهاء والمحدثين، يوُصف «السروال الذي يلي الجسد» ضمن ملابس الطهارة والصلاة. كان يتم ارتداء السراويل، المصنوعة غالبًا من القطن أو الكتان، لتوفير الراحة والحماية من الاحتكاك أثناء الحركة.

### أوروبا في العصور الوسطى
في أوروبا، شاع ارتداء سراويل داخلية تُسمى braies، وهي سراويل فضفاضة تُربط بحبل عند الخصر، وغالبًا ما تُصنع من الكتان. استمر استخدام هذا الشكل حتى القرن السابع عشر، حين بدأت التصاميم تصبح أكثر قربًا للجسم.

### في العصر الحديث
شهد القرن التاسع عشر دخول المطاط إلى صناعة الملابس، ما أدى إلى ابتكار حزام الخصر المطاطي للسراويل الداخلية. وفي عام 1935، طرحت شركة Jockey الأمريكية أول كلسون قصير بتصميم يشبه الذي نعرفه اليوم، وقد عُرف باسم Y-front briefs، نظرًا لشكل الفتحة الأمامية. تطورت التصاميم بين الضيق (Briefs) والشورت الفضفاض (Boxers) وملابس الأداء الرياضي (Performance Underwear)، ملبيةً احتياجات الراحة والأناقة والصحة.

## أنواع الكلاسين
- الكلسون الضيِّق (Briefs): تصميم قصير يغطي منطقة الوركين والأرداف، مناسب للارتداء اليومي.
- الكلسون الشورت (Boxers): تصميم فضفاض يشبه السروال القصير، يوفّر تهوية أكبر وحرية حركة.
- الكلسون الشورت الضيّق (Boxer Briefs): يجمع بين الدعم والغطاء الكامل للمنطقة السفلية.
- كلسون اللياقة (Performance Underwear): عبارة عن أقمشة تقنية تمتص الرطوبة وتساعد على تنظيم درجة حرارة الجسم أثناء الرياضة.

## المواد الخام والتصنيع
- القطن:

- خصائصه: ناعِم، قابل للّتنفس، يمتص العرق.
- عيوبه: قد يتقلص بعد الغسيل، ويبقى رطباً لفترة أطول.

- الألياف الصناعية (نايلون، بوليستر):
  - خصائصها: خفيفة الوزن، سريعة الجفاف، قوية التحمل.
  - عيوبها: قد لا تكون ناعمة مثل القطن، وتسبب أحياناً حساسية للجلد الحساس.
- الألياف المرنة (سباندكس/إيلاستين):
  - تُضاف بنسبة قليلة (2–5%) مع الألياف الأخرى لمنح المرونة والتمدد.
- عمليّة التصنيع:
  - النسيج: حياكة أو نسج según نوع القماش.
  - القصّ والتفصيل: باستخدام قوالب دقيقة لضمان التناسق.
  - الخياطة: غالبًا بخيوط مقاومة للشد لضمان الثبات والمتانة.
  - التشطيب: إضافة عناصر مثل الحزام المطاطي (الخصر)، وعلامات الغسيل والعلامات التجارية.

## البيئة والاستدامة
مع تزايد القلق البيئي، بدأت بعض الشركات تصنيع الكلاسين من ألياف الخيزران (مضادة للبكتيريا طبيعيًا)، بدلاً من استخدام الأقمشة الصناعية الضارة كالنايلون والبوليستر غير المعاد تدويرها، بدأت بعض الشركات تعتمد على مواد طبيعية ومستدامة مثل القطن العضوي التي تُزرع وتُنتج بطرق تحدّ من استنزاف المياه واستخدام المبيدات الكيميائية. كما تُصنّع بعض الكلاسين باستخدام ألياف معاد تدويرها، وتُرافق هذه المبادرات جهود في تقليل الانبعاثات الكربونية خلال التصنيع.